# Bongardia margalla
Bongardia margalla là một loài thực vật có hoa trong họ Hoàng mộc. Loài này được R.R.Stewart ex Qureshi & Chaudhri mô tả khoa học đầu tiên năm 1987.